# ザ・ムーブ (バンド)
ザ・ムーヴ（The Move）は、イングランド出身のロックバンド。
1970年代に世界的成功を収めた「エレクトリック・ライト・オーケストラ」の母体となったグループ。2000年代、32年ぶりに旧メンバーにより再興され、2014年まで活動した。
ロイ・ウッドが産み出すポップ・センス溢れる優れたロックンロールの楽曲群と、「ザ・フー」の影響を受けたワイルドなステージングは後の多くのバンドに影響を与え、1960年代後期において重要なグループの一つとされている。

## 概要・略歴
1965年末、ロイ・ウッド、カール・ウェイン、トレヴァー・バートン、エース・ケフォード、ベヴ・ベヴァンにより結成。
結成初期のステージはロックンロール、モータウン、ザ・バーズなどの同世代のアメリカのバンドのカバー曲が中心であったが、レコードではデビュー時からロイ・ウッドによるオリジナル曲が数多く取り上げられ、彼のポップなソングライティングや奇抜なアレンジメントがバンドの特色となっていく。
最後期のザ・ムーヴは、初期のビートバンド然としたサウンドの面影はほとんどなく、ポップでありながら重厚かつ前衛的な作風を展開し、「エレクトリック・ライト・オーケストラ (ELO)」へと移行する重要な足がかりとなった。
ザ・ムーヴ最後の作品である『メッセージ・フロム・ザ・カントリー』発表時のメンバーは、ロイ・ウッド、ジェフ・リン、ベヴ・ベヴァンの三名であり、そのまま初期ELOの中心メンバーである。ELO発足当初は、同じメンバーで二つの名前を使い分け、ライブはザ・ムーブ、レコードはELOとするなど、様々な試行錯誤が行われたが、最終的にバンド名は「エレクトリック・ライト・オーケストラ」に統一された。
ザ・ムーヴとしての活動期間は5年程と短かったが、その間に多くのヒットを生み出した。1969年のシングル「Blackberry Way」は全英チャート第1位を獲得した。バンドとしては12枚のシングルを発売したが、そのうち7作品が全英トップ10にランクインした。
2004年、創設メンバー ベヴ・ベヴァンを主宰に、32年ぶりにザ・ムーヴ名義で再始動。2006年には創設メンバーの一人 トレヴァー・バートンも合流。ライブステージを主体に活動していたが、2014年にベヴァンとバートンが袂を分かつ形で活動を終了した。

## スタイル

### 音楽性
1stアルバムではサイケがかったビート・ポップだが、2ndアルバム辺りから演奏にハード・ロック、プログレッシブ・ロック的要素が加わっていった。ジェフ・リン加入後には後期ビートルズ的要素も加わった。そしてこれが初期エレクトリック・ライト・オーケストラの音楽性へと繋がっていった。

### 逸話・その他
- ザ・ムーヴがトッド・ラングレン率いるナッズのデビュー・シングル「Open My Eyes」をライブで取り上げたことを受け、トッドが後の自身のバンド、ユートピアでザ・ムーヴの「Do Ya」を返礼としてカバーしている。ザ・ムーヴが演奏したバージョンの「Open My Eyes」は『ライヴ・アット・フィルモア・ウエスト 1969』で聴くことができる。
- ジミ・ヘンドリックスのアルバム『アクシス:ボールド・アズ・ラヴ』の収録曲「You've Got Me Floating」で、ロイ・ウッドとトレヴァー・バートンがバック・コーラスで参加している。

## メンバー

### 最終ラインナップ
- ベヴ・ベヴァン　Bev Bevan - ドラムス/ボーカル (1965年–1972年, 2004年–2014年)
- トレヴァー・バートン　Trevor Burton - ギター/ボーカル (1965年–1969年, サポート2006年, 正規2007年–2014年)
- フィル・ツリー　Phil Tree - ベース/ボーカル (2004年–2014年)
- トニー・ケルシー　Tony Kelsey - ギター/ボーカル (2014年)
- アビー・ブラント　Abby Brant - キーボード/ボーカル (2014年)

### 旧メンバー
- ロイ・ウッド　Roy Wood - マルチプレイ/ボーカル (1965年–1972年)
- カール・ウェイン　Carl Wayne - ギター/ボーカル (1965年–1970年) RIP.2004年
- エース・ケフォード　Ace Kefford - ベース/ボーカル (1965年–1968年)
- リック・プライス　Rick Price - ベース/ボーカル (1969年–1971年)
- ジェフ・リン　Jeff Lynne - ギター/キーボード/ボーカル (1970年–1972年)
- ニール・ロックウッド　Neil Lockwood - キーボード/ボーカル (2004年–2014年)
- フィル・ベイツ　Phil Bates - ギター/ボーカル (2004年–2007年)
- ゴードン・ヒーラー　Gordon Healer - ギター/ボーカル (2007年–2014年)

## ラインナップの変遷
※1970年代まで

### 第1期 1966年～1968年
- ロイ・ウッド(Roy Wood) - guitar/vocal
- カール・ウェイン(Carl Wayne) - vocal
- トレヴァー・バートン(Trevor Burton) - guitar/vocal
- エース・ケフォード(Ace Kefford) - bass guitar/vocal
- ベヴ・ベヴァン(Bev Bevan) - drums/vocal

+
- トニー・ヴィスコンティ(Tony Visconti) - string,brass and woodwind arrangement(1st)
- ニッキー・ホプキンス(Nicky Hopkins) - piano(ゲスト/1st)

1stアルバム『ザ・ムーヴ』、ライブEP『Something Else』、ライブ・アルバム『BBCセッションズ』録音。

### 第2期 1968年～1969年
- ロイ・ウッド(Roy Wood) - guitar/vocal
- カール・ウェイン(Carl Wayne) - vocal
- トレヴァー・バートン(Trevor Burton) - bass guitar/vocal
- ベヴ・ベヴァン(Bev Bevan) - drums/vocal

ライブ・アルバム『BBCセッションズ』録音。

### 第3期 1969年
- ロイ・ウッド(Roy Wood) - guitar/vocal
- カール・ウェイン(Carl Wayne) - vocal
- ベヴ・ベヴァン(Bev Bevan) - drums/vocal
- リック・プライス(Rick Price) - bass guitar/vocal

+
- トニー・ヴィスコンティ(Tony Visconti) - string,brass and woodwind arrangement(2nd)

2ndアルバム『シャザム』録音。

### 第4期 1970年
- ロイ・ウッド(Roy Wood) - vocal/guitar/oboe/sitar/slide guitar/sax/cello
- ジェフ・リン(Jeff Lynne) - vocal/guitar/piano/(drums)
- ベヴ・ベヴァン(Bev Bevan) - drums/vocal
- リック・プライス(Rick Price) - bass guitar/vocal

3rdアルバム『ルッキング・オン』録音。

### 第5期 1971年～1972年
- ロイ・ウッド(Roy Wood) - vocal/guitar/oboe/bass guitar/steel guitar/recorder/sax/clarinet/bassoon
- ジェフ・リン(Jeff Lynne) - vocal/guitar/piano/electric piano/percussion
- ベヴ・ベヴァン(Bev Bevan) - drums/vocal

4thアルバム『メッセージ・フロム・ザ・カントリー』録音。

## ディスコグラフィ

### スタジオ・アルバム
- 『ザ・ムーヴ』 - The Move (1968年 第1期)
- 『シャザム』 - Shazam (1970年 第3期)
- 『ルッキング・オン』 - Looking On (1970年 第4期)
- 『メッセージ・フロム・ザ・カントリー』 - Message From The Country (1971年 第5期)

### ライブ・アルバム
- Something Else from The Move (1968年 第1期) ※EP
- 『BBCセッションズ』 - The BBC Sessions (1995年 第1期～第2期)
- 『ライヴ・アット・フィルモア・ウエスト 1969』 - Live At The Fillmore 1969 (2012年 第3期)

### シングル
- Night of Fear /  The Disturbance (1966年 第1期 UK Chart #2)
- I Can Hear the Grass Grow / Wave Your Flag And Stop The Train (1967年 第1期 UK Chart #5)
- Flowers in the Rain / (Here We Go Round)The Lemon Tree (1967年 第1期 UK Chart #2)
- Fire Brigade / Walk Upon The Water (1968年 第1期 horn：トレヴァー・バートン(B面 )UK Chart #3)
- Cherry Blossom Clinic / Vote For Me (未発表 第1期)
- Wild Tiger Woman / Omnibus (1968年 第2期 piano：ニッキー・ホプキンス(A面))
- Blackberry Way / Something (1968年 第2期 harpsichord：リチャード・タンディー(A面)、recorder：トニー・ヴィスコンティ(B面) UK Chart #1)
- Curly / This Time Tomorrow (1969年 第3期 UK Chart #12)
- Brontosaurus / Lightning Never Strikes Twice (1970年 第4期(A面)、 第3期(B面) UK Chart #7)
- When Alice Comes Back To Farm / What? (1970年 第4期)
- Ella James / No Time (未発表 第5期)
- Tonight / Don't Mess Me Up (1971年 第5期 UK Chart #11)
- Chinatown / Down On The Bay (1971年 第5期 UK Chart #23)
- California Man / Do Ya / Ella James (1972年 第5期 UK Chart #7)